# Departamento de Chicoana
Departamento de Chicoana är en kommun i Argentina.   Den ligger i provinsen Salta, i den norra delen av landet, 1 300 km nordväst om huvudstaden Buenos Aires. Antalet invånare är 18 248. Arean är 910 kvadratkilometer.
Terrängen i Departamento de Chicoana är bergig åt sydväst, men åt nordost är den kuperad.
I omgivningarna runt Departamento de Chicoana växer i huvudsak lövfällande lövskog. Runt Departamento de Chicoana är det ganska glesbefolkat, med 21 invånare per kvadratkilometer.